# Friedrich Hebbel
Friedrich Hebbel   (Wesselburen, 18 de març de 1813 - Viena, 13 de desembre de 1863) va ser un poeta i dramaturg alemany. Conreà un teatre pessimista, influït per Hegel i Schopenhauer: Judith (1839), Genoveva (1841), Maria Magdalene (1843), Herodes und Marianne (1847-49), Gyges und sein Ring (‘Gyges i el seu anell', 1854) i Nibelungentrilogie (‘Trilogia dels Nibelungs', 1861-62).
Va casar-se amb l'actriu Christine Enghaus.